# 保健室登校
保健室登校（日语：／）是指日本的學生在上學後不進教室，反待在保健室的情況。1997年的《保健室使用者調查報告》（保健室利用者調査報告書，日本學校保健會出版）把保健室登校定義為：「[學生]在校園裡大部分時間都留在保健室的狀態，儘管他們可能会出席部分課堂」。
森川英子表示，此一用語由杉浦守邦於其著作《學校護理員紀實》（養護教諭の実際活動，1977年）中首度提出。根據缺課問題調査研究助理會議於2001年的統計，12.3%的小學出現「有學生選擇保健室登校」的情況，有關數字在初中升至45.5%。日本學校保健會在2004年進行了同樣的調查，結果發現有學生選擇「保健室登校」的初中佔整體的9成。
霸凌等行為所造成的心理創傷和人際關係問題都是保健室登校的主因。長期缺課後再次上學的學生也可能會以保健室登校來調整心態——一般而言，缺課日子愈長，此一過渡階段的維持時間亦會愈長。有村信子認為，保健室登校的意義在於讓當事人「看清自己」，並在過程中籍着觀察其他學生的行為，來了解他人，培養沟通和社交能力。

## 出席記錄
《西日本新聞》指出，日本不少小學或初中都會把保健室登校者記錄為「已出席」。2011年，文部科學省在回應坊間對學校基本調查的質疑時，明確表示：「一些學校把保健室登校者視為已上學，故不會将他們的情況當作曠課處理」。因此，校方的出席記錄並不能反映缺課問題的實際情況。

## 與保健教師的關係
保健教師在「讓當事人重返教室」的過程中能夠起上一定作用。若保健教師具有一定輔導技能，並對學生進行介入，那麼將有助其重返教室。
不過仍有評論者認為，此一職責會對保健教師構成一定負擔。雖然保健教師的介入能有助學生重返教室，但他們的班主任可能認為有關介入會令學生更想躲在保健室「向人撒嬌」。因此若要減輕保健教師的負擔，那麼校方全體職員就要理解和配合其職責，同時需聘請像醫師和學生輔導員般的專家從旁協助。

## 重返教室
雖然有保健老師在接受訪問時認為，只要其他學生和教師多來保健室跟當事人交流，那麼就能使他邁出重返教室的第一步，但也有保健室登校的過來人表示，若太多學生來到保健室找他，反會讓自己更為難受。部分學校為此設立專用輔導室。
山本浩子指出，要讓保健室登校的學生重返教室，那麼就需要保健教師從中協力，滿足「守護、照顧、連繫、引導」這四項條件。成功令有關學生重返教室的保健教師多指出，此一過程需要教師的配合，協助學生建立自信。鹿儿岛县曾為有關應對措施的有效性進行調查，結果顯示最有效的方法就是「跟照顧者保持聯絡」，第二和第三有效的方法則分別為「讓學生在上課期間享有一定自由」和「讓他在教職員負責看管的情況下，於保健室內自由活動」。京都府教育委員會表示，要讓保健室登校者重返教室，那麼就要讓校鐘的鐘聲按着各學習活動的開始/結束時間出現，並在舉辦體驗學習活動時為學生安排參與人數較少的遊戲。除此之外，還要定期跟家長、其他教師、外部機構聯絡。

## 引用
1. 1 2 3  美馬 & 小坂 2004，第1頁.
2. ↑  森川英子. . . 1993-06  [2011-08-09]. （原始内容存档于2021-09-21）.
3. 1 2  村井正美.  . . 2007-08-23.
4. ↑  京都府教育委員会 2011，第12頁.
5. ↑  美馬 & 小坂 2004，第2頁.
6. ↑  美馬 & 小坂 2004，第7頁.
7. ↑  有村 2006，第32頁.
8. ↑  . . 2008-07-27  [2021-09-20]. （原始内容存档于2012-11-03）.
9. ↑  文部科学省生涯学習政策局調査企画課. . 2011  [2011-08-09]. （原始内容存档于2021-08-27）.
10. ↑   . . 2010-10-18.
11. 1 2 3  美馬 & 小坂 2004，第13頁.
12. ↑  安福ほか 2009，第266頁.
13. ↑  美馬 & 小坂 2004，第13-14頁.
14. ↑  . . 2007-08-23  [2011-08-09]. （原始内容存档于2011-05-10）.
15. ↑  有村 2006，第30頁.
16. ↑  . .   [2011-08-09]. （原始内容存档于2015-10-01）.}
17. ↑  有賀ほか 2010，第47頁.
18. ↑  安福ほか 2009，第270頁.
19. ↑  有村 2004，第18頁.
20. ↑  京都府教育委員会 2011，第12-13頁.